# Stortjärnen (Lits socken, Jämtland, 701545-146212)
Stortjärnen är en sjö i Östersunds kommun i Jämtland och ingår i Indalsälvens huvudavrinningsområde. Sjön har en area på 0,0367 kvadratkilometer och ligger 287,5 meter över havet.

## Delavrinningsområde
Stortjärnen ingår i det delavrinningsområde (701573-146077) som SMHI kallar för Mynnar i Midskogs Dämn.Omr. Medelhöjden är 302 meter över havet och ytan är 16,24 kvadratkilometer. Räknas de 11 avrinningsområdena uppströms in blir den ackumulerade arean 129,19 kvadratkilometer. Fjälån (Gällerån) som avvattnar avrinningsområdet har biflödesordning 2, vilket innebär att vattnet flödar genom totalt 2 vattendrag innan det når havet efter 184 kilometer. Avrinningsområdet består mestadels av skog (73 procent) och sankmarker (21 procent). Avrinningsområdet har 0,04 kvadratkilometer vattenytor vilket ger det en sjöprocent på 0,2 procent.